# Przywor
Przywor (polnisch Przywory) ist ein Ort in der Gemeinde Tarnau im Powiat Opolski Woiwodschaft Opole in Polen.

## Geographie

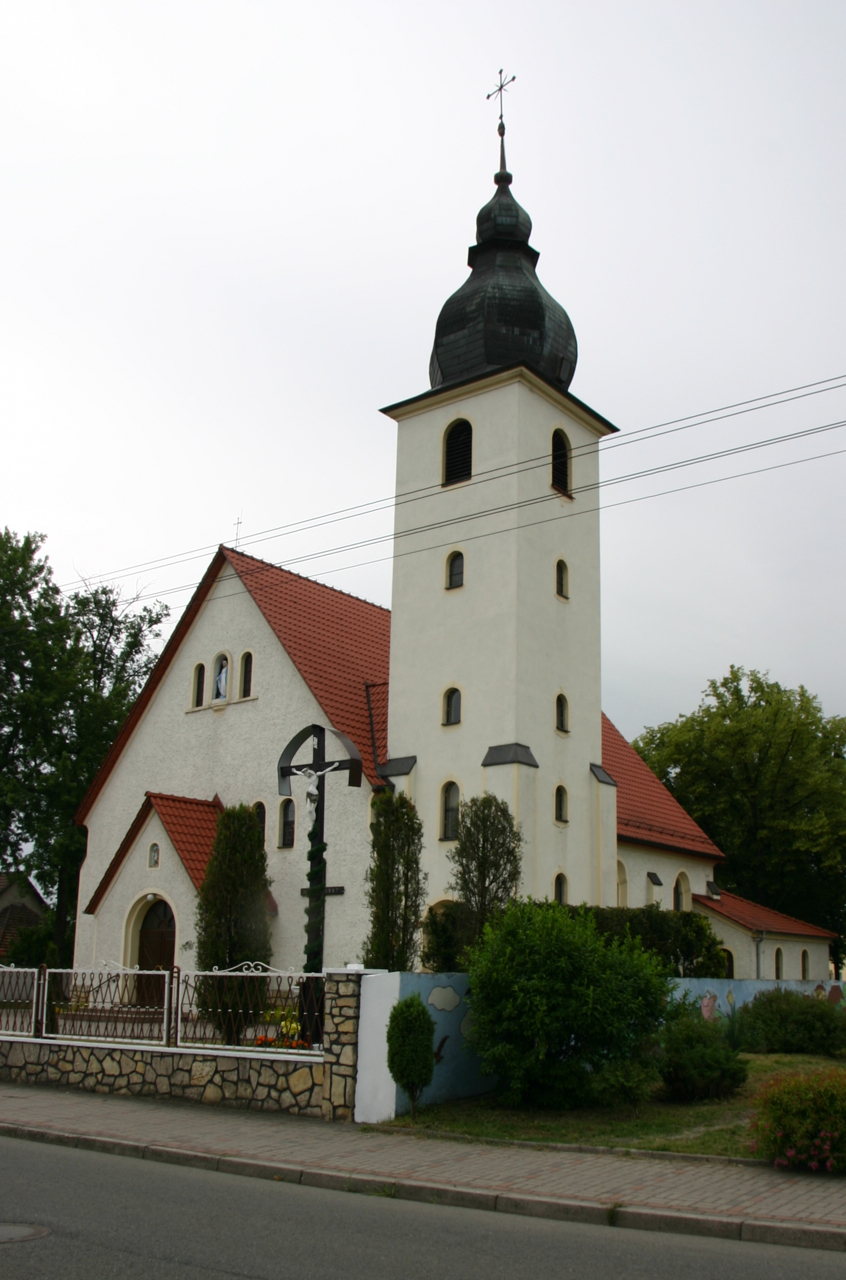
Muttergotteskirche

Das Straßendorf Przywor liegt am rechten Ufer der Oder, neun Kilometer westlich von Tarnau und dreizehn Kilometer südöstlich von Opole (Oppeln) in der Nizina Śląska. Durch den Ort verläuft die Droga wojewódzka 423.
Nachbarorte von Przywor sind im Norden der Oppelner Stadtteil Gräfenort (Grotowice), im Osten Kossorowitz (Kosorowice) und im Süden Konty (Kąty Opolskie). Westlich, auf der linken Seite der Oder, liegen die zur Landgemeinde Proskau gehörenden Ortschaften Zlönitz (Źlinice) und Klein Schimnitz (Zimnice Małe).

## Geschichte

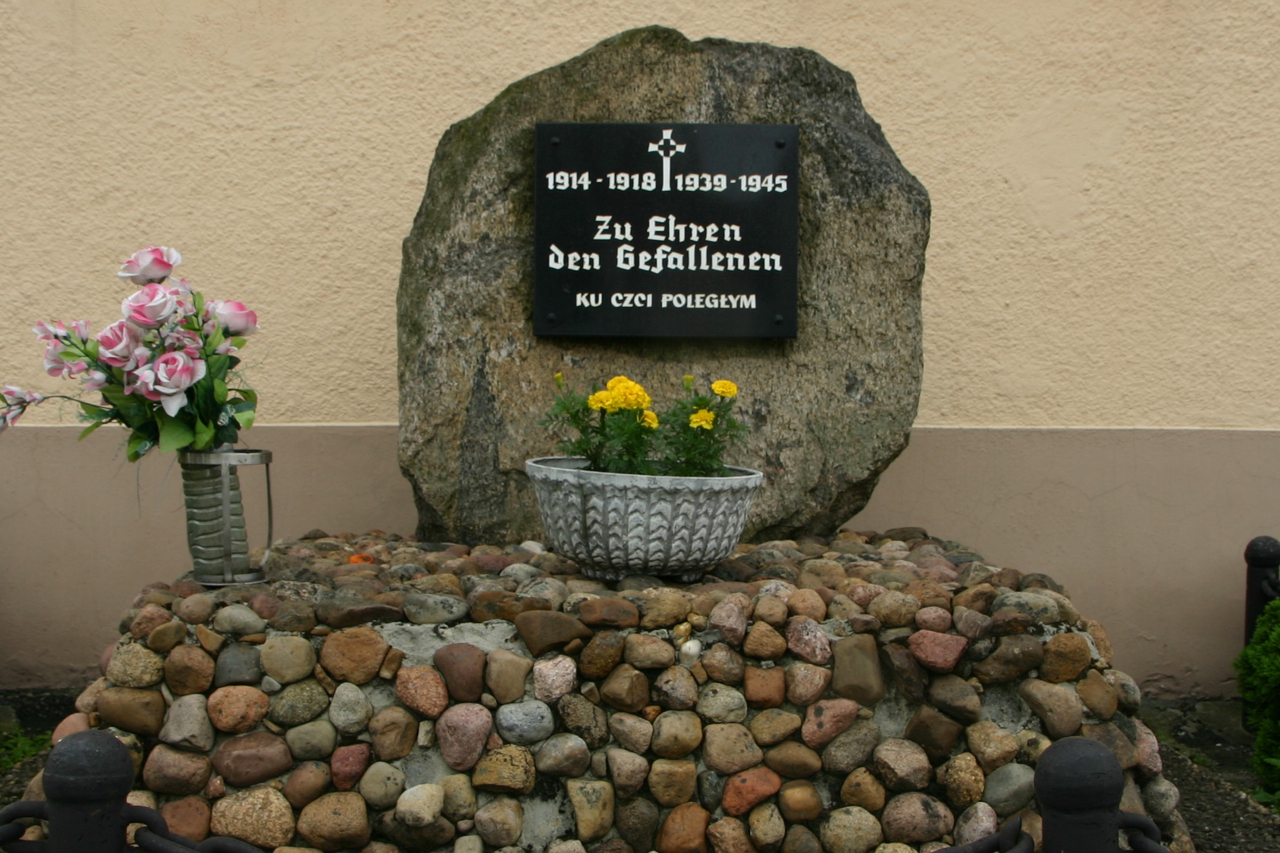
Gefallenendenkmal

Przywor wurde 1531 erstmals als Przywory urkundlich erwähnt.
Nach dem Ersten Schlesischen Krieg 1742 fiel Przywor mit dem größten Teil Schlesiens an Preußen. 1784 zählt das Dorf eine Schule und 10 Häusler. Das Dorf gehörte zum Oppelner Domstift.
Nach der Neuorganisation der Provinz Schlesien gehörte die Landgemeinde Przywor ab 1816 zum Landkreis Oppeln im Regierungsbezirk Oppeln. 1829 hatte der Ort 185 Einwohner. 1845 wurde bei Przywor die Eisenbahnstrecke Oppeln–Kandrzin erbaut. 1855 lebten 285 Menschen im Ort. 1865 hatte der Ort 14 Bauern, zehn Häusler, 17 Anglerhäuser, zwei Bahnwärterhäuser, einen Kretscham, eine Mühler und eine katholische Schule. Die katholische Schule wurde im gleichen Jahr von 108 Schülern besucht. 1874 wurde der Amtsbezirk Przywor gegründet, welcher die Landgemeinden Konty, Kossorowitz, Kupferberg, Nakel, Przywor und Tarnau und den Gutsbezirk Grudschütz umfasste. 1885 zählte der Ort 385 Einwohner.
1900 lebten im Ort 458 Einwohner. 1912 eröffnete der Bahnhof Przywor (poln. Przywory Opolskie). Bei der Volksabstimmung am 20. März 1921 stimmten 75 Wahlberechtigte für einen Verbleib bei Deutschland und 248 für Polen. Der Stimmkreis Oppeln hatte mehrheitlich für Deutschland votiert, weshalb Przywor beim Deutschen Reich verblieb. 1936 wurde Przywor in Odertal O.S. umbenannt und 1937 wiederum in Oderfest. 1939 hatte Oderfest 847 Einwohner. Bis 1945 befand sich der Ort im Landkreis Oppeln.
Infolge des Zweiten Weltkrieges kam Oderfest unter polnische Verwaltung, wurde in Przywory umbenannt und der Woiwodschaft Schlesien angeschlossen. 1950 wurde der Ort Teil der Woiwodschaft Opole und 1999 des Powiats Opolski.
Am 15. Februar 2007 wurde in der Gemeinde Deutsch als zweite Amtssprache eingeführt. Am 14. April 2008 erhielt der Ort den zusätzlichen amtlichen deutschen Ortsnamen Przywor.

## Sehenswürdigkeiten
- Die römisch-katholische Muttergotteskirche (poln. Kościół pw. Matki Boskiej Anielskiej) wurde zwischen 1922 und 1923 errichtet.[8]
- Das Empfangsgebäude der Bahnstation Przywory Opolskie wurde 1912 eröffnet.[9]
- Nepomukstatue an der ul. Wiejska
- Denkmal für die Gefallenen beider Weltkriege
- Friedhof mit erhaltenen Gräbern aus deutscher Zeit

## Vereine
- Deutscher Freundschaftskreis
- Fußballverein Lzs Piomar Przywory
- Freiwillige Feuerwehr OSP Przywory